# Chris Cairns
Chris Cairns (nacido el 13 de junio de 1970) es un exjugador de cricket de Nueva Zelanda y excapitán de One Day International del equipo nacional de cricket de Nueva Zelanda. Es hijo del exjugador de cricket de Nueva Zelanda Lance Cairns. En 2000, Cairns fue nombrado uno de los cinco jugadores de críquet del año de Wisden. Cairns ha jugado en el torneo de la Copa Mundial del Consejo Internacional de Críquet en 4 ocasiones en 1992, 1996, 1999 y 2003, durante las cuales apareció en 28 juegos.

## Trayectoria deportiva
El 24 de noviembre de 1989, Cairns hizo su debut en Test Cricket contra Australia. El 13 de febrero de 1991 debutó en One Day International contra Inglaterra. Cairns hizo su debut en el Twenty20 contra Australia el 17 de febrero de 2005. Cairns fue parte de la campaña victoriosa de Nueva Zelanda durante el Trofeo ICC KnockOut de 2000, donde vencieron a India en la final para levantar su primer título en un evento mundial importante de ICC. Jugó su parte en la final y ayudó al equipo de Nueva Zelanda, al anotar un nocaut ganador del partido de 102 carreras sin out y fue galardonado con el jugador de la final.